# 亞馬遜大頭側頸龜
亞馬遜大頭側頸龜（學名：Peltocephalus dumerilianus）是亚马逊侧颈龜屬的唯一一种，發現於巴西、哥倫比亞、法屬圭亞那和委內瑞拉，也許還有厄瓜多爾和秘魯。